# Joseph Babiński
Joseph Jules François Félix Babinski, poloneză Józef Julian Franciszek Feliks Babiński (n.17 noiembrie 1857, Paris - d. 29 octombrie 1932) a fost neurolog francez, de origine poloneză.
A efectuat cercetări asupra reflexelor, fiziopatologiei cerebelului, tabesului.
A demonstrat rolul sugestiei în patologia isteriei și a descris o serie de simptome neurologice.
Este cunoscut mai ales datorită descrierii făcută în 1896 a semnului Babinski (sau reflexul lui Babinski), un reflex plantar patologic ce indică o leziune a tractului cortico-spinal (piramidal).

## Viața și opera sa
Babinski a fost fiul unui inginer polonez. Mama sa s-a refugiat din Varșovia în Paris în anul 1848 din cauza politicii ruse de teroare, cu scopul de a opri orice tentativă poloneză de a obține independența. Babinski și-a obținut diploma de medic la Universitatea din Paris în 1884. Foarte curând, Babinski a devenit studentul preferat al lui Jean-Martin Charcot la spitalul Salpêtrière din Paris. Moartea lui Charcot în 1893 l-a lăsat pe Babinski fără suport și prin urmare nu a mai participat la competițiile academice. Nefiind obligat să predea, munca lui Babinski la Spitalul Pitié ( Hôpital de la Pitié ) i-a lăsat mult timp liber în care să se dedice neurologiei. A fost un clinician exemplar, diagnosticele sale depinzând foarte puțin de examenele paraclinice. A dovedit un interes deosebit și în patogeneza isteriei, fiind primul care a descris criterii acceptabile de diagnostic diferențial al isteriei față de afecțiunile organice, și a introdus noțiunea de pitiatism ("tulburare provocată prin sugestie, care dispare prin persuasiune").  
În 1896, la o întâlnire a Societății Franceze de Biologie, a descris pentru prima oară, într-o prezentare de 26 de rânduri, "semnul lui Babinski": în cazul unei leziuni a tractului piramidal, reflexul normal în flexie al degetelor de la picioare, la excitarea marginii externe a plantei, se transformă într-unul patologic, și anume extensia izolată a halucelui (degetul mare), asociată eventual cu resfirarea "în evantai" a celorlalte degete.
Babinski a locuit împreună cu fratele său mai tânăr, Henri Babinski, un distins inginer, care a fost și un bucătar renumit, publicând sub pseudonimul Ali Bab o carte de bucate devenită clasică, "Gastronomie pratique".
Genialul neurolog, Babinski s-a stins din viață pe 29 octombrie 1932, în același an ca alți doi celebri neurologi, Edward Flatau și Samuel Goldflam. În ultimii ani ai vieții sale a suferit de boala Parkinson, dar a trăit să-și vadă recunoscute internațional descoperirile în neurologie. A fost membru onorific al Societății Americane de Neurologie și a altor societăți străine.

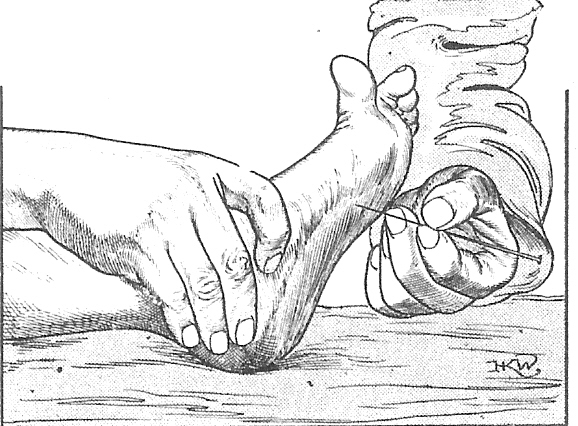
Semnul Babinski

## Noțiuni asociate cu numele său
- Semnul Babinski: Reflex patologic de flexie dorsală a halucelui în leziunile tractului piramidal.
- Sindromul Anton-Babinski: Anosognozie pentru lipsa vederii (nerecunoașterea orbirii) în leziunile bilaterale ale lobului occipital (sindromul Anton), la care se adaugă asomatognozie (ignorarea unor segmente ale corpului) și anosodiaforie (indiferență față de boală asociată cu euforie paradoxală) în cazul leziunilor răspântiei parieto-temporo-occipitale ale emisferei cerebrale drepte.
- Sindromul Babinski-Fröhlich: Afecțiune caracterizată prin obezitate de tip feminin și lipsa dezvoltării sexuale la pacienții cu leziuni diencefalo-hipofizare.
- Sindromul Babinski-Froment sau Sindromul Babinski-Meige: Sindrom fiziopatic, caracterizat prin tulburări vasomotorii, contracții musculare și atrofie musculară difuză consecutive unei leziuni traumatice a unei extremități (de obicei cea superioară).
- Sindromul Babinski-Nageotte: Afecțiune întâlnită în leziunile unilaterale bulbare ale regiunii de tranziție medulo-bulbară.
- Sindromul Babinski-Vaquez: Ataxie locomotorie (Tabes dorsalis) asociată cu patologie cadiacă și arterială ca manifestare târzie a sifilisului.
- Proba Babinski-Weil: Probă pentru demonstrarea deviației laterale în caz de afecțiuni vestibulare ("mers în stea").
- Legea Babinski-Jarkowski pentru localizarea leziunilor medulare: limita superioară până la care se poate obține reflexul de scurtare corespunde limitei inferioare a leziunii.